# Župnija Podkraj
Župnija Podkraj je rimskokatoliška teritorialna župnija dekanije Vipavska škofije Koper.

## Sakralni objekti
- župnijska cerkev sv. Marjete
- podružnična cerkev Sv. Duha

### Farne spominske plošče
V župniji so postavljene Farne spominske plošče, na katerih so imena vaščanov, ki so padli nasilne smrti na protikomunistični strani v letih 1942-1945. Skupno je na ploščah 16 imen.